# Copa Confederación de la CAF 2025-26
La Copa Confederación de la CAF 2025-26, llamada Total Energies CAF Confederation Cup 2025-26 por razones de patrocinio, será la 23.ª edición de la Copa Confederación CAF y la 51.ª temporada general del torneo secundario de clubes de fútbol de África organizado por la Confederación Africana de Fútbol (CAF).

## Equipos
58 equipos de 46 federaciones participan en el torneo, los equipos en negrita avanzan directamente a la segunda ronda.
| Asociación                      | Pos. (Pts) | Equipo                                        | Clasificación                                            |
| ------------------------------- | ---------- | --------------------------------------------- | -------------------------------------------------------- |
| Egipto                          | 1 (190,5)  | Zamalek                                       | 3.er lugar de la Liga Premier de Egipto 2024-25          |
| Egipto                          | 1 (190,5)  | Al Masry                                      | 4.º lugar de la Liga Premier de Egipto 2024-25           |
| Marruecos                       | 2 (142)    | Wydad Casablanca                              | 3.er lugar de la Botola 2024-25                          |
| Marruecos                       | 2 (142)    | Olympic de Safi                               | Campeón de la Copa del Trono 2024                        |
| Sudáfrica                       | 3 (131)    | Stellenbosch                                  | 3.er lugar de la Premier Soccer League 2024-25           |
| Sudáfrica                       | 3 (131)    | Kaizer Chiefs                                 | Campeón de la Copa de Sudáfrica 2024-25                  |
| Argelia                         | 4 (130)    | CR Belouizdad                                 | 3.er lugar del Algerian Ligue Professionnelle 1 2024-25  |
| Argelia                         | 4 (130)    | USM Alger                                     | Campeón de la Copa de Argelia 2024-25                    |
| Tanzania                        | E-5 (82,5) | Azam FC                                       | 3.er lugar de la 2023–24 Tanzanian Premier League        |
| Tanzania                        | E-5 (82,5) | Singida Black Stars                           | 4° lugar de la 2023–24 Tanzanian Premier League          |
| Túnez                           | E-5 (82,5) | Étoile du Sahel                               | 3.er lugar del 2024–25 Tunisian Ligue Professionnelle 1  |
| Túnez                           | E-5 (82,5) | Stade Tunisien                                | Finalista de la 2024–25 Tunisian Cup                     |
| Angola                          | 7 (55)     | Primeiro de Agosto                            | 3.er lugar de la Girabola 2024–25                        |
| Angola                          | 7 (55)     | Kabuscorp                                     | Campeón de la Taça de Angola 2025                        |
| República Democrática del Congo | 8 (45)     |                                               | 3.er lugar de la Linafoot 2023-24                        |
| República Democrática del Congo | 8 (45)     | Ganador de la Coupe du Congo 2024-25          |                                                          |
| Sudán                           | 9 (40)     | Al Ahli Wad Madani                            | Seleccionado por la Asociación de Fútbol de Sudán        |
| Sudán                           | 9 (40)     | Al Zamala                                     | Seleccionado por la Asociación de Fútbol de Sudán        |
| Costa de Marfil                 | 10 (38)    | AFAD Djékanou                                 | 3.er lugar de la 2024–25 Côte d'Ivoire Ligue 1           |
| Costa de Marfil                 | 10 (38)    | FC San Pédro                                  | 4° lugar de la 2024–25 Côte d'Ivoire Ligue 1             |
| Libia                           | 11 (24)    |                                               | 3.er lugar de la Libyan Premier League 2024-25           |
| Libia                           | 11 (24)    | 4.º lugar de la Libyan Premier League 2024-25 |                                                          |
| Nigeria                         | 12 (21)    | Abia Warriors FC                              | 3.er lugar de la 2024-25 Nigeria Premier Football League |
| Nigeria                         | 12 (21)    | Kwara United                                  | Ganador de la 2025 Nigeria Federation Cup                |

| Asociación          | Pos. (Pts) | Equipo                | Clasificación                                             |
| ------------------- | ---------- | --------------------- | --------------------------------------------------------- |
| Mali                | 13 (18,5)  | Djoliba AC            | Subcampeón de la Malian Première Division 2024-25         |
| Ghana               | 14 (16)    | Asante Kotoko         | Ganador de la Ghana FA Cup 2024-25                        |
| Guinea              | 15 (12)    | Hafia                 | Subcampeón del 2024–25 Guinée Championnat National        |
| Botsuana            | E-16 (8)   | Jwaneng Galaxy        | Ganador de la Botswana FA Challenge Cup 2024-25           |
| Mauritania          | E-16 (8)   | ASC Snim              | Ganador de la Copa de Mauritania 2024                     |
| Senegal             | E-16 (8)   | Génération Foot       | Ganador de la Senegal FA Cup 2025                         |
| República del Congo | E-19 (7)   | AS Otoho              | Subcampeón de la Congo Ligue 1 2023-24                    |
| Camerún             | E-19 (7)   | Aigle Royal Menoua    | Finalista de la Cameroonian Cup 2024                      |
| Togo                | E-21 (3)   | Gbohloé-Su des Lacs   | Subcampeón del Togolese Championnat National 2024-25      |
| Uganda              | E-21 (3)   | NEC                   | Subcampeón de la Uganda Premier League 2024-25            |
| Mozambique          | E-23 (2,5) | Ferroviário de Maputo | Ganador de la Taça de Moçambique 2024                     |
| Zambia              | E-23 (2,5) | ZESCO United          | Subcampeón de la 2024–25 Zambia Super League              |
| Suazilandia         | E-25 (1)   | Royal Leopards FC     | Subcampeón de la Premier League de Suazilandia 2024-25    |
| Níger               | E-25 (1)   | ASN Nigelec           | Ganador de la Niger Cup 2025                              |
| Burkina Faso        | E-27 (0,5) | USFA Ouagadougou      | Subcampeón de la Premier League de Burkina Faso 2024-25   |
| Benín               | —          | Coton Sport           | Subcampeón de la Premier League de Benín 2024-25          |
| Burundi             | —          | Flambeau du Centre    | Ganador de la Burundian Cup 2025                          |
| Comoras             | —          | Djabal Club           | Subcampeón de la Premier League de Comoras 2024-25        |
| Yibuti              | —          | AS Port               | Subcampeón de la Premier League de Yibuti 2024-25         |
| Etiopía             | —          | Welayta Dicha         | Campeón de la Copa de Etiopía 2025                        |
| Gabón               | —          | FC 105 Libreville     | Subcampeón de la Championnat du Gabon de football 2024–25 |
| Guinea Ecuatorial   | —          | FC 15 de Agosto       | Ganador de la Copa de Guinea Ecuatorial 2024              |
| Kenia               | —          | Nairobi United        | Ganador de la FKF President's Cup 2025                    |
| Liberia             | —          | Black Man Warrior     | Ganador de la Liberian FA Cup 2024-25                     |
| Madagascar          | —          | AS Fanalamanga        | Ganador de la Coupe de Madagascar 2025                    |
| Malaui              | —          | Mighty Wanderers FC   | Subcampeón de la Super League of Malawi 2024              |
| Mauricio            | —          | Pamplemousses SC      | Ganador de la Copa de Mauricio 2024                       |
| Namibia             | —          | Young African FC      | Ganador de la Namibia FA Cup 2024                         |
| Ruanda              | —          | Rayon Sport           | Subcampeón de la Premier League de Ruanda 2024-25         |
| Seychelles          | —          | Foresters             | Ganador de la Seychelles FA Cup 2024                      |
| Sierra Leona        | —          | Bhantal FC            | Ganador de la Sierra Leonean FA Cup 2024                  |
| Somalia             | —          | Dekedaha FC           | Ganador de la Somalia Cup 2024                            |
| Sudán del Sur       | —          | El Merreikh Bentiu    | Finalista de la Copa de Sudán del Sur 2025                |
| Zanzíbar            | —          | KMKM SC               | Ganador de la Zanzibari Cup 2024-25                       |

Asociaciones que no enviaron equipo
- Cabo Verde
- Chad
- República Centroafricana
- Eritrea
- Gambia
- Guinea-Bisáu
- Lesoto
- Reunión
- Santo Tomé y Príncipe
- Zimbabue

## Calendario
El calendario de la competición es el siguiente:
| Fase                   | Ronda            | Fecha de sorteo     | Ida                              | Vuelta                           |
| ---------------------- | ---------------- | ------------------- | -------------------------------- | -------------------------------- |
| Ronda de clasificación | Primera ronda    | 9 de agosto de 2025 | 19-21 de septiembre de 2025      | 26-28 de septiembre de 2025      |
| Ronda de clasificación | Segunda ronda    | 9 de agosto de 2025 | 17–19 de octubre de 2025         | 24–26 de octubre de 2025         |
| Fase de grupos         | Fecha 1          | TBA                 | 21–23 de noviembre de 2025       | 21–23 de noviembre de 2025       |
| Fase de grupos         | Fecha 2          | TBA                 | 28–30 de noviembre de 2025       | 28–30 de noviembre de 2025       |
| Fase de grupos         | Fecha 3          | TBA                 | 23–25 de enero de 2026           | 23–25 de enero de 2026           |
| Fase de grupos         | Fecha 4          | TBA                 | 30 de enero–1 de febrero de 2026 | 30 de enero–1 de febrero de 2026 |
| Fase de grupos         | Fecha 5          | TBA                 | 6–8 de febrero de 2026           | 6–8 de febrero de 2026           |
| Fase de grupos         | Fecha 6          | TBA                 | 13–15 de febrero de 2026         | 13–15 de febrero de 2026         |
| Fase de eliminación    | Cuartos de final | TBA                 | 13-15 de marzo de 2026           | 20-22 de marzo de 2026           |
| Fase de eliminación    | Semifinales      | TBA                 | 10-12 de abril de 2026           | 17-19 de abril de 2026           |
| Fase de eliminación    | Final            | TBA                 | 8-24 de mayo de 2026             | 8-24 de mayo de 2026             |

## Resultados

### Primera ronda
Participarán 52 de los 58 clubes clasificados, con excepción de los seis equipos mejor posicionados en el ranking de clubes de la CAF.
| Equipo 1              | Agr. | Equipo 2            | Ida | Vuelta |
| --------------------- | ---- | ------------------- | --- | ------ |
| Asante Kotoko         | 1    | Kwara United        | –   | –      |
| Génération Foot       | 2    | AFAD Djékanou       | –   | –      |
| Bhantal FC            | 3    | Hafia               | –   | –      |
| USFA Ouagadougou      | 4    | Gbohloé-Su des Lacs | –   | –      |
| Abia Warriors FC      | 5    | Djoliba AC          | –   | –      |
| ASN Nigelec           | 6    | Olympic de Safi     | –   | –      |
| Stade Tunisien        | 7    | ASC Snim            | –   | –      |
| Aigle Royal Menoua    | 8    | FC San Pédro        | –   | –      |
| Black Man Warrior     | 9    | Coton Sport         | –   | –      |
| Dekedaha FC           | 10   | Al Zamala           | –   | –      |
| Welayta Dicha         | 11   | Libia 2             | –   | –      |
| NEC                   | 12   | Nairobi United      | –   | –      |
| Al Ahli Wad Madani    | 13   | Étoile du Sahel     | –   | –      |
| AS Port               | 14   | KMKM SC             | –   | –      |
| El Merreikh Bentiu    | 15   | Azam FC             | –   | –      |
| Flambeau du Centre    | 16   | Libia 1             | –   | –      |
| Rayon Sport           | 17   | Singida Black Stars | –   | –      |
| Foresters             | 18   | FC 15 de Agosto     | –   | –      |
| FC 105 Libreville     | 19   | ZESCO United        | –   | –      |
| Mighty Wanderers FC   | 20   | Jwaneng Galaxy      | –   | –      |
| RD Congo 2            | 21   | Djabal Club         | –   | –      |
| Kabuscorp             | 22   | Kaizer Chiefs       | –   | –      |
| RD Congo 1            | 23   | Pamplemousses SC    | –   | –      |
| Young African FC      | 24   | Royal Leopards FC   | –   | –      |
| Ferroviário de Maputo | 25   | AS Fanalamanga      | –   | –      |
| Primeiro de Agosto    | 26   | AS Otoho            | –   | –      |

### Segunda ronda
Los 26 ganadores de la ronda anterior se unirán a los seis equipos que clasificaron directamente a esta fase a través del ranking de la CAF: Zamalek, Wydad Casablanca, USM Alger, CR Belouizdad, Stellenbosch y Al Masry.